# Játssz még!
A Játssz még!  című dalt Kovács Kati és Sztevanovity Zorán adta elő, a Locomotiv GT két tagja (Presser Gábor és Solti János), valamint Tóth Tamás basszusgitáros kíséretében 1982-ben. Zenéjét Presser Gábor, szövegét Sztevanovity Dusán írta.
| „ | Aki nekem is játszod az élet dallamát, Kinek süketen fordít hátat a fél világ… Amíg zenére mozdul itt minden: A hangom, a léptem, a Föld, S amíg szerelmet táncolunk rá, Bármit látsz, s bárhogy fáj, A hangszered össze ne törd! | ” |
|   | |   |

## Előadók[1]
- Kovács Kati – ének
- Sztevanovity Zorán – ének
- Presser Gábor (LGT) – szintetizátor, Fender-zongora
- Solti János (LGT) – dob, ütőhangszerek
- Tóth Tamás – basszusgitár

## Története
1982-ben mutatták be a Tessék választani! c. fesztiválon.
Presser Gábor akkori nyilatkozatai szerint eredetileg Zorán szólóban adta volna elő, de a dal felvétele közben úgy érezték, duett formában még jobban hangozna. Így találták meg partnerként Kovács Katit.
Hosszú évtizedek után újra élőben hangzott el, méghozzá Kovács Kati 2008. október 6-i koncertjén a Művészetek Palotájában, a Headline Band kíséretében. Kati partnere ekkor Ikvai Szabó Botond énekes-gitáros volt, aki a dal ősbemutatója idején még nem is élt.
Később Zorán is énekelte a dalt koncerten, ill. lemezen, Hegyi Barbarával.

## Feldolgozások
- 1989 Katona Klári
- 2007 Szekeres Adrien
- 2008 Kovács Kati és Ikvai Szabó Botond
- 2011 Muri Enikő
- 2012 Bereczki Zoltán és Szakos Andrea

## Televízió
A dalból két tv-felvétel készült, egyiket az Egymillió fontos hangjegy, a másikat a Poptükör c. műsorban mutatták be 1982-ben.

## Kiadások
A dal eredetije a következő albumokon található:
- 1982 Tessék választani! 1982
- 1982 Top 11
- 2002 Sztevanovity Zorán: Zorán (Reader's Digest)
- 2004 Sztevanovity Zorán: Édes évek
- 2011 Kovács Kati: Átmentem a szivárvány alatt (gyűjteményes BOX-SET negyedik albuma)

A feldolgozások a következő albumokon találhatók:
- 1989 Katona Klári: Mozi
- 2007 Szekeres Adrien: Olyan, mint te

## EgyébKovács Kati–Sztevanovity Zoránközös produkciók
A dal a két énekes egyetlen hagyományos értelemben vett duettje, de több produkcióban dolgoztak még együtt.
1966: Táncdalfesztivál (Kovács Katit a Szombaton végre c. dalban a Metro kíséri)
1968–1970 Több dal, ill. koncert a Metro együttes kíséretében
1974 Annyi arc ismerős (több előadó közös szilveszteri tv-felvétele)
1975 Légy vidám (több előadó közös szilveszteri tv-felvétele)
1984 közös koncertturné
1991 Várj, míg felkel majd a nap (több előadó nagy generációs feldolgozása, Pop Tari Top)
1992 Fújom a dalt (több előadó közös feldolgozása, Pop Tari Top)
1997 Kócos kis ördögök (duett)

## EgyébKovács Kati–LGTközös produkciók
1974 Kovács Kati és a Locomotiv GT (album)
1976 Közel a naphoz (album)
1976 Rock and roller (válogatásalbum)
1979 Presser Gábor szerzői estje a Magyar Rádióban
1980 Ennyi kell (Kojak Budapesten c. film zenéje)
1987 Kérlek, fogadd el (Kovács Kati és Karácsony János duettje)
1996 Volt 1×1 zenekar
2008 Szólj rám, ha hangosan énekelek (MTV Icon)

## EgyébSztevanovity Zorán–LGTközös produkciók
1977 Zorán
1978 Zorán II
1979 Zorán III.
1982 Tizenegy dal
1985 Édes évek – Metro-feldolgozások
1987 Szép holnap
1. ↑  http://www.zoran.hu/indexx.php?pagetype=dalok.php&id=194